# Сијера Маестра
Сијера Маестра (шп. Sierra Maestra) је планински венац на југоистоку Кубе. Масив је највиши на Куби и садржи највишу тачку острва, планину Пико Туркино, високу 1974m.

## Историја
Током  рата за независност 1895–1898, планине су биле једно од подручја деловања кубанских побуњеника.
2. децембра 1956. јахта Гранма испоручила је на острво одред од 82 особе. Међу њима су били Фидел Кастро, Че Гевара, Камило Сјенфуегос, Раул Кастро и друге личности кубанске револуције. Револуционари су се сакрили у планинама Сијера Маестра, припремајући се за герилски рат, који је 1. јануара 1959. завршен победом над Фулхенсијом Батистом, који је у новогодишњој ноћи побегао у Сједињене Државе.
Овде је 1979. године створен Национални парк Сијера Маестра.
Огромне величине, дуг више од 50 км, Бацонао Парк лежи између масива Сијера Маестра и Карипског мора.
Историјски гледано планински ланац је најпознатији по производњи кафе на Куби.